# Pemenang Barat
Pemenang Barat is een bestuurslaag in het regentschap Noord-Lombok van de provincie West-Nusa Tenggara, Indonesië. Pemenang Barat telt 13.086 inwoners (volkstelling 2010).